# Chorizanthe watsonii
Chorizanthe watsonii A.Gray – gatunek rośliny z rodziny rdestowatych (Polygonaceae Juss.). Występuje naturalnie w zachodnich Stanach Zjednoczonych – w Kalifornii, Nevadzie, Arizonie, Utah, Idaho, Oregonie oraz stanie Waszyngton. 

## Morfologia
PokrójRoślina jednoroczna dorastająca do 10–20 cm wysokości.
LiścieBlaszka liściowa liści odziomkowych jest gruczołowato owłosiona i ma odwrotnie lancetowaty kształt. Mierzy 5–15 mm długości oraz 2–4 mm szerokości. Ogonek liściowy jest owłosiony i osiąga 10–25 mm długości.
KwiatyZebrane w wierzchotki jednoramienne, rozwijają się na szczytach pędów. Okwiat ma obły kształt i żółtą barwę, mierzy do 2–3 mm długości.
OwoceNiełupki o kulistym kształcie, osiągają 2–3 mm długości.

## Biologia i ekologia
Rośnie w zaroślach, na stokach oraz łąkach. Występuje na wysokości do 2400 m n.p.m. Kwitnie od kwietnia do sierpnia.